# زایدایشوی
زایدایشوی (به لاتین: Zaindainxoi) یک منطقهٔ مسکونی در جمهوری خلق چین است که در منطقه خودمختار تبت واقع شده‌است. زایدایشوی
- نفر جمعیت دارد.